# Sydney Pollack
 Sydney Pollack (Lafayette, Indiana, 1 de juliol de 1934 - Los Angeles, 26 de maig de 2008) fou un actor, director i productor de cinema estatunidenc. Va guanyar l'Oscar al millor director per la pel·lícula Out of Africa, que en va guanyar set.

## Biografia
Va néixer a Lafayette (Indiana), en el si d'una família jueva d'immigrants russos. Els seus pares es van separar quan era nen; la mare era alcohòlica i va morir amb 37 anys. Quan va acabar l'escola secundària als 17 anys, es va traslladar a Nova York per prosseguir la seva carrera teatral. Pollack va estudiar actuar amb Sanford Meisner a la Neighborhood Playhouse School of Theatre del 1952–54.
De 1954 a 1960 va estudiar i va ensenyar interpretació i va intervenir en diversos muntatges de Broadway.

## Carrera professional
Pollack va interpretar un director a l'episodi Els problemes del Senyor Templeton de La Dimensió Desconeguda el 1960. Va debutar al cinema com a actor a War Hunt (1962), de Denis Sanders, on va conèixer Robert Redford, que seria el protagonista masculí de set de les pel·lícules de Pollack com a director.
Va trobar el seu veritable èxit a la televisió a la dècada del 1960 dirigint episodis de sèries com ara El fugitiu i L'hora d'Alfred Hitchcock. Després de fer televisió, va fer el salt al cinema amb una sèrie de pel·lícules que van crida/anomena/anomenar l'atenció del públic. El seu debut com a director cinematogràfic va ser The Slender Thread (1965).
De 1960 a 1965 va dirigir més de 80 espectacles de televisió i va guanyar uns quants premis Emmy. Després d'un irregular començament com a director de cinema, va ser nominat a l'Oscar el 1969 per They Shoot Horses, Don't They?, també premiada en els festivals de Cannes, Brussel·les, i Belgrad. Va realitzar diverses pel·lícules protagonitzades per Robert Redford, entre elles Jeremiah Johnson (1972), amb la qual va obtenir un gran èxit de crítica que es repetiria al film Tal com érem (1973).
Amb el temps, les pel·lícules de Pollack van rebre un total de 48 nominacions als Premis de l'Acadèmia, guanyant 11 Oscars. La seva primera nominació a l'Oscar va ser per la seva pel·lícula de 1969 They Shoot Horses, Don't They? (Els disparen als cavalls, oi que no?), i el seu segon el 1982 per a Tootsie. Per la seva pel·lícula de 1985 Out of Africa, protagonitzada per Meryl Streep i Robert Redford, Pollack va guanyar els premis de l'Acadèmia de direcció i producció.
Durant la seva carrera, va dirigir 12 actors en actuacions nominades a l'Oscar: Jane Fonda, Gig Young, Susannah York, Barbra Streisand, Paul Newman, Melinda Dillon, Jessica Lange, Dustin Hoffman, Teri Garr, Meryl Streep, Klaus Maria Brandauer i Holly Hunter. Young i Lange van guanyar premis Oscar per les seves actuacions a les pel·lícules de Pollack.
En la dècada de 1980 va destacar amb Sense malícia (1981), amb Paul Newman, i Tootsie (1982), amb Dustin Hoffman, pel·lícula que va obtenir 10 nominacions a l'Oscar. El 1985 va guanyar aquest guardó per la direcció de Out of Africa, protagonitzada per Robert Redford i Meryl Streep. Altres pel·lícules de la seva filmografia són Yakuza (1974), The electric horseman (1979), The Firm (1993) i Capricis del destí (1999). Com a actor ha intervingut en un gran nombre de produccions, com la mateixa Tootsie, Marits i mullers (1992, de Woody Allen) o Eyes Wide Shut (1999, de Stanley Kubrick).
El 1984, va ajudar a fundar l’American Cinematheque a Los Angeles, i en va esdevenir copresident.
Un dels pocs actors o actors que van ser membres de l’Actors Studio, Pollack va reprendre la seva carrera com a actor a la dècada del 1990 amb aparicions en pel·lícules com ara El joc de Hollywood (1992) de Robert Altman i Eyes Wide Shut (1999) de Stanley Kubrick, sovint interpretant figures de poder corruptes o amb conflictes morals. Com a actor de caràcter, Pollack va aparèixer en pel·lícules com ara A Civil Action i Changing Lanes, així com en les seves pròpies pel·lícules, com ara Capricis del destí i The Interpreter (aquesta última també va ser la seva última pel·lícula no documental com a director). També va aparèixer a Marits i mullers, de Woody Allen, com a advocat de Nova York que passa per una crisi de la mitjana edat, i a Death Becomes Her, de Robert Zemeckis, com a metge d'urgències. El seu últim paper va ser el del pare de Patrick Dempsey a la comèdia romàntica del 2008 La boda de la meva nòvia, que es projectava als cinemes en el moment de la seva mort. Va ser una estrella convidada recurrent a la comèdia de situació de la NBC Will & Grace, interpretant el pare infidel però amorós de Will Truman (Eric McCormack), George. A més de les seves aparicions anteriors a Just Shoot Me i Boig per tu de la NBC, el 2007, Pollack va fer aparicions com a convidada a les sèries de televisió de la HBO The Sopranos i Entourage.
Pollack va rebre el primer premi anual de Contribució Extraordinària a la Cinematografia del Festival de Cinema d'Austin el 21 d'octubre de 2006. Com a productor, va ajudar a guiar moltes pel·lícules que van tenir èxit tant de crítica com de públic, com ara Els fabulosos Baker Boys, L'enginyós senyor Ripley i Michael Clayton, una pel·lícula en la qual també va protagonitzar al costat de George Clooney i per la qual va rebre la seva sisena nominació a l'Oscar, en la categoria de Millor Pel·lícula. Va formar una productora anomenada Mirage Enterprises amb el director anglès Anthony Minghella. L'última pel·lícula que van produir junts, El lector, els va valer a tots dos nominacions pòstumes a l'Oscar a la millor pel·lícula. A més dels seus nombrosos èxits cinematogràfics, Pollack va ser nominat a cinc Primetime Emmys, guanyant-ne dos: un per direcció el 1966 i un altre per producció, que li va ser atorgat quatre mesos després de la seva mort el 2008.
La col·lecció d'imatges en moviment de Sydney Pollack es troba a l'Arxiu Cinematogràfic de l'Acadèmia.

## Vida personal i mort
Pollack va estar casat amb Claire Bradley Griswold, una antiga alumna seva, des del 1958 fins a la seva mort el 2008. Van tenir tres fills: Steven (1959–1993), Rebecca (n. 1963) i Rachel (n. 1969). El novembre de 1993, Steven va morir als 34 anys en l'accident d'un petit avió monomotor que va tocar una línia elèctrica i va esclatar en flames a Santa Monica, Califòrnia. Claire Griswold va morir el 28 de març de 2011, als 74 anys, a causa de la malaltia de Parkinson.
Les preocupacions sobre la salut de Pollack van sorgir el 2007, quan va retirar-se de dirigir la pel·lícula de televisió Recount de HBO, que es va emetre el 25 de maig de 2008. Va morir de càncer l'endemà a casa seva, al barri de Pacific Palisades de Los Angeles, als 73 anys. Li havien diagnosticat uns deu mesos abans de la seva mort; el tipus de càncer s'ha citat de diverses maneres, com ara pàncrees, estómac, o d'origen primari desconegut.

## Filmografia

### Director
- 1961: The Defenders (TV)
- 1961: Ben Casey (TV)
- 1962: Suspicion (TV)
- 1963: The Fugitive (TV) (un episodi)
- 1963: Bob Hope Presents the Chrysler Theatre (TV) (tres episodis)
- 1963: Kraft Suspense Theatre (TV) (dos episodis)
- 1965: The Slender Thread
- 1966: Propietat condemnada
- 1968: Els caçadors de cabelleres (The Scalphunters)
- 1968: El nedador (The swimmER)
- 1969: La fortalesa (Castle Keep)
- 1969: They Shoot Horses, Don't They?
- 1972: Jeremiah Johnson
- 1973: Tal com érem (The Way We Were)
- 1975: Yakuza  (The Yakuza)
- 1975: Els tres dies del Còndor (Three Days of the Condor)
- 1977: Bobby Deerfield
- 1979: The Electric Horseman
- 1981: Sense malícia (Absence of Malice)
- 1982: Tootsie
- 1985: Out of Africa
- 1990: Havana
- 1993: The Firm
- 1995: Sabrina
- 1999: Capricis del destí (Random Hearts)
- 2005: The Interpreter
- 2005: Sketches of Frank Gehry

### Actor
- 1962: War Hunt de Denis Sanders
- 1982: Tootsie de Sydney Pollack
- 1992: El joc de Hollywood de Robert Altman
- 1992: Marits i mullers (Husbands and Wives) de Woody Allen
- 1999: Eyes Wide Shut de Stanley Kubrick
- 1999: Capricis del destí (Random Hearts) de Sydney Pollack
- 2005: The Interpreter de Sydney Pollack
- 2006: Fauteuils d'orchestre de Danièle Thompson
- 2007: Michael Clayton de Tony Gilroy

### Productor
- 1999: The Talented Mr. Ripley d'Anthony Minghella
- 2006: Breaking and entering d'Anthony Minghella

## Premis
Oscar
| Any  | Categoria                    | Pel·lícula                     | Resultat  |
| ---- | ---------------------------- | ------------------------------ | --------- |
| 1969 | Oscar al millor director     | They Shoot Horses, Don't They? | Candidat  |
| 1982 | Oscar a la millor pel·lícula | Tootsie                        | Candidat  |
| 1982 | Oscar al millor director     | Tootsie                        | Candidat  |
| 1985 | Oscar a la millor pel·lícula | Out of Africa                  | Guanyador |
| 1985 | Oscar al millor director     | Out of Africa                  | Guanyador |
| 2007 | Oscar a la millor pel·lícula | Michael Clayton                | Candidat  |
| 2007 | Oscar al millor director     | Tony Gilroy                    | Candidat  |

Premi Globus d'Or
| Any  | Categoria                      | Pel·lícula                     | Resultat |
| ---- | ------------------------------ | ------------------------------ | -------- |
| 1970 | Globus d'Or al millor director | They Shoot Horses, Don't They? | Candidat |
| 1983 | Globus d'Or al millor director | Tootsie                        | Candidat |

Festival Internacional de Cinema de Berlín
| Any  | Categoria         | Pel·lícula    | Resultat  |
| ---- | ----------------- | ------------- | --------- |
| 1982 | Os d'Or           | Sense malícia | Candidat  |
| 1982 | Honorable Mention | Sense malícia | Guanyador |

Festival Internacional de Cinema de Canes
| Any  | Categoria  | Pel·lícula       | Resultat |
| ---- | ---------- | ---------------- | -------- |
| 1972 | Palma d'Or | Jeremiah Johnson | Candidat |

David di Donatello
| Any  | Categoria                    | Pel·lícula               | Resultat  |
| ---- | ---------------------------- | ------------------------ | --------- |
| 1986 | Millor pel·lícula estrangera | Out of Africa            | Guanyador |
| 1976 | David especial               | Els tres dies del còndor | Guanyador |